# Pyrgohydrobia grochmalickii
Pyrgohydrobia grochmalickii is een slakkensoort uit de familie van de Hydrobiidae. De wetenschappelijke naam van de soort is voor het eerst geldig gepubliceerd in 1929 door Polinski.